# Davina Philtjens
Davina Philtjens (* 26. Februar 1989 in Hasselt) ist eine belgische Fußballnationalspielerin. Sie spielte bei verschiedenen Vereinen in Belgien sowie in den Niederlanden. Aktuell spielt sie in Italien für die ASD Sassuolo.

## Karriere

### Vereine
Philtjens spielte für verschiedene kleinere Vereine in Belgien, bevor sie 2008 zu Standard Lüttich kam und in der höchsten Fußballliga Belgiens, der Eerste Klasse und auch der gemeinsamen belgisch-niederländischen BeNe League spielte und Titel gewann. 2016 folgte das erste Engagement im Ausland bei Ajax Amsterdam um in der Eredivisie Titel zu gewinnen. Seit 2018 spielt sie in Italien, zunächst für AC Florenz und seit 2020 für die ASD Sassuolo. Für Lüttich, Ajax und Florenz bestritt sie auch insgesamt 21 Spiele in der UEFA Women’s Champions League. Bestes Ergebnis war das Erreichen des Achtelfinales 2018/19 mit Florenz.

### Nationalmannschaft
Philtjens bestritt Anfang Oktober 2003 erstmals zwei Freundschaftsspiele für die U-17-Mannschaft gegen Polen und erzielte gleich in ihrem ersten Spiel die beiden Tore zum 2:0-Sieg. Es folgten sechs weitere Freundschaftsspiele – eine U-17-Europameisterschaft gab es zu der Zeit noch nicht. Beim 4:0-Sieg im April 2005 gegen Frankreich erzielte sie drei Tore. Ende September 2005 nahm sie mit der U-19-Mannschaft an der ersten Qualifikationsrunde zur U-19-Fußball-Europameisterschaft der Frauen 2006 teil. Mit Siegen gegen Bulgarien, Griechenland und Ungarn setzten sich die Belgierinnen durch und erreichten die zweite Runde, wo sie gegen Tschechien, die Ukraine und Wales gewannen. Bei der Endrunde im Juli 2006 in der Schweiz konnten sie aber nur gegen Schweden ein torloses Remis erreichen. Gegen Dänemark und den späteren Europameister Deutschland wurde verloren. Im September unternahmen sie einen neuen Anlauf. Beim Turnier der ersten Qualifikationsrunde in Estland besiegten sie Griechenland mit 1:0 und die Gastgeberinnen mit 9:0, verloren aber gegen England mit 2:5, wobei sie beide Tore für ihre Mannschaft schoss. Als Gruppenzweite erreichten sie aber die zweite Runde, die sie bei einem Turnier in Rumänien aber nur als Gruppenletzte abschlossen. Auch beim nächsten Anlauf im September 2007 reichten zwei Siege um die zweite Runde zu erreichen, bei der sie im April 2008 Heimrecht hatten, aber mit nur zwei Siegen und einer Niederlage ausschieden. Immerhin beendete sie die Zeit in der U 19 mit einem Tor zum 1:0-Sieg gegen Polen.
Bereits im Februar 2008 war sie bei einem Qualifikationsspiel zur EM 2009 gegen Wales erstmals in der belgischen A-Nationalmannschaft eingesetzt worden. Sie wurde zur zweiten Halbzeit eingewechselt. Auch in den nächsten Spielen wurde sie zunächst nur eingewechselt, darunter noch in einem EM-Qualifikationsspiel. Die EM-Endrunde verpassten die Belgierinnen dann durch eine 0:3-Niederlage am letzten Spieltag gegen die Niederländerinnen, wobei sie aber nicht eingesetzt wurde. 2009 hatte sie keinen Einsatz und als sie dann am 28. März 2010 gegen Wales zur zweiten Halbzeit eingewechselt wurde, erzielte sie 18 Minuten später mit ihrem ersten Länderspieltor den 1:2-Anschlusstreffer. Am Ende verloren sie aber durch ein Tor in der Nachspielzeit mit 2:3. Sie war nun Stammspielerin und kam bis Ende 2020 in 80 % der Länderspiele zum Einsatz. Ihr erstes großes Fußballturnier war die EM 2017. Dort kam sie in den drei Gruppenspielen zum Einsatz, nach denen die Belgierinnen ausschieden. In der letztlich erfolglos verlaufenen  Qualifikation für die WM 2019 hatte sie neun Einsätze. In der Qualifikation für die EM 2022 kam sie in allen acht Spielen zum Einsatz und konnte sich mit ihrer Mannschaft im letzten Spiel durch einen 4:0-Sieg gegen die Schweiz erneut für die EM-Endrunde qualifizieren.
In den ersten sechs Spielen der Qualifikation für die WM 2023 wurde sie eingesetzt, aber fünfmal ausgewechselt. Am 30. November 2021 bestritt sie beim 4:0-Sieg gegen Polen im Rahmen der Qualifikation ihr 100. Länderspiel.
Bei der Endrunde stand sie in den vier Spielen ihrer Mannschaft in der Startelf, die mit einer 0:1-Niederlage gegen Schweden im Viertelfinale endete.
In der Qualifikation für die WM 2023 wurde sie auch in den letzten Spielen eingesetzt. Am Ende scheiterte sie mit ihrer Mannschaft in der ersten Runde der Play-offs der Gruppenzweiten durch eine 1:2-Niederlage gegen Portugal.
Da erstmals das Abschneiden bei der WM für die europäischen Teams nicht entscheidend für die Qualifikation zu den Olympischen Spielen 2024 war, hatten die Belgierinnen noch die Chance sich über die UEFA Women’s Nations League 2023/24 für die Spiele in Paris zu qualifizieren. Die Belgierinnen konnten zwar das erste Spiel daheim gegen Ex-Europameister Niederlande und später auch das Heimspiel gegen Europameister England gewinnen, gegen Schottland gab es aber nur Remis und die Auswärtsspiele gegen die Niederlande und England wurden verloren. Damit verpassten sie als Gruppendritte nicht nur das Final Four Turnier, bei dem um zwei Olympiatickets gespielt wurde, sondern mussten auch in die Relegation. Hier setzten sie sich aber mit zwei 5:1-Siegen gegen Ungarn durch, so dass sie in Liga A bleiben. Davina hatte in den Gruppenspielen nur einen und in den Play-off-Spielen zwei Kurzeinsätze.
In der für die Belgierinnen letztlich doch erfolgreich verlaufenen Qualifikation für die EM 2025 hatte sie nur zwei Kurzeinsätze in den ersten beiden Spielen, die mit Niederlagen endeten. Ein Jahr später kam sie dann wieder zu längeren Einsätzen in der UEFA Women’s Nations League 2025.
Am 11. Juni wurde sie für den EM-Kader nominiert. Sie kam nur im letzten Gruppenspiel zu einem Kurzeinsatz und schied mit der Mannschaft als Gruppendritte nach der Vorrunde aus.

## Erfolge
- BeNe League Siegerin 2014/15
- BeNe Women’s Super Cup Gewinnerin 2011/12, 2012/13
- Belgische Meisterschaft 2015/16
- Belgische Pokalsiegerin 2011/12, 2013/14
- Belgische Supercupsiegerin 2012/13
- Niederländische Meisterschaft 2016/17, 2017/18
- Niederländische Pokalsiegerin  2016/17, 2017/18
- Italienische Supercupsiegerin 2018/19